# Kinh Bắc (trấn)

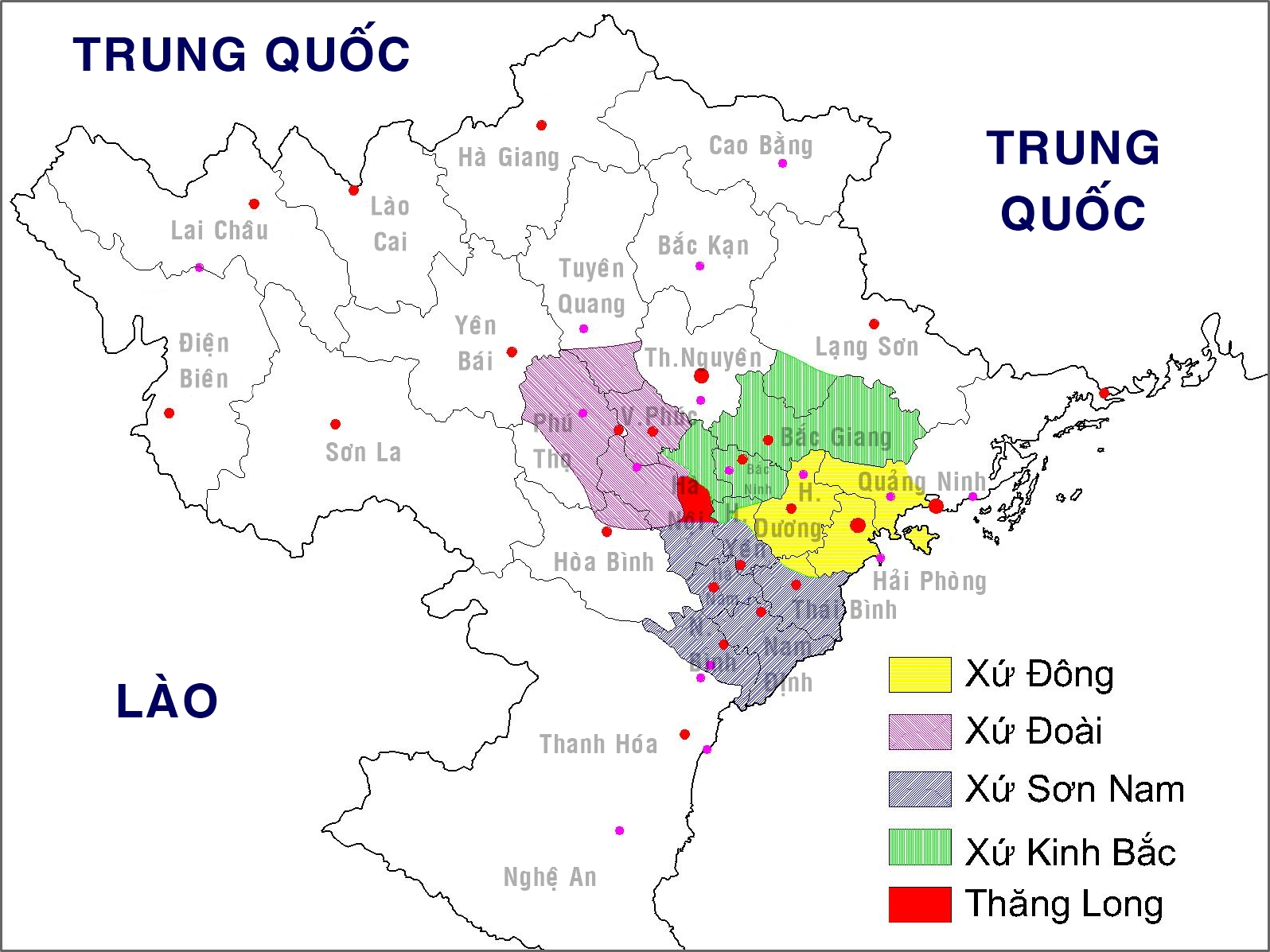
Kinh Bắc (màu xanh lá) ở phía bắc Thăng Long

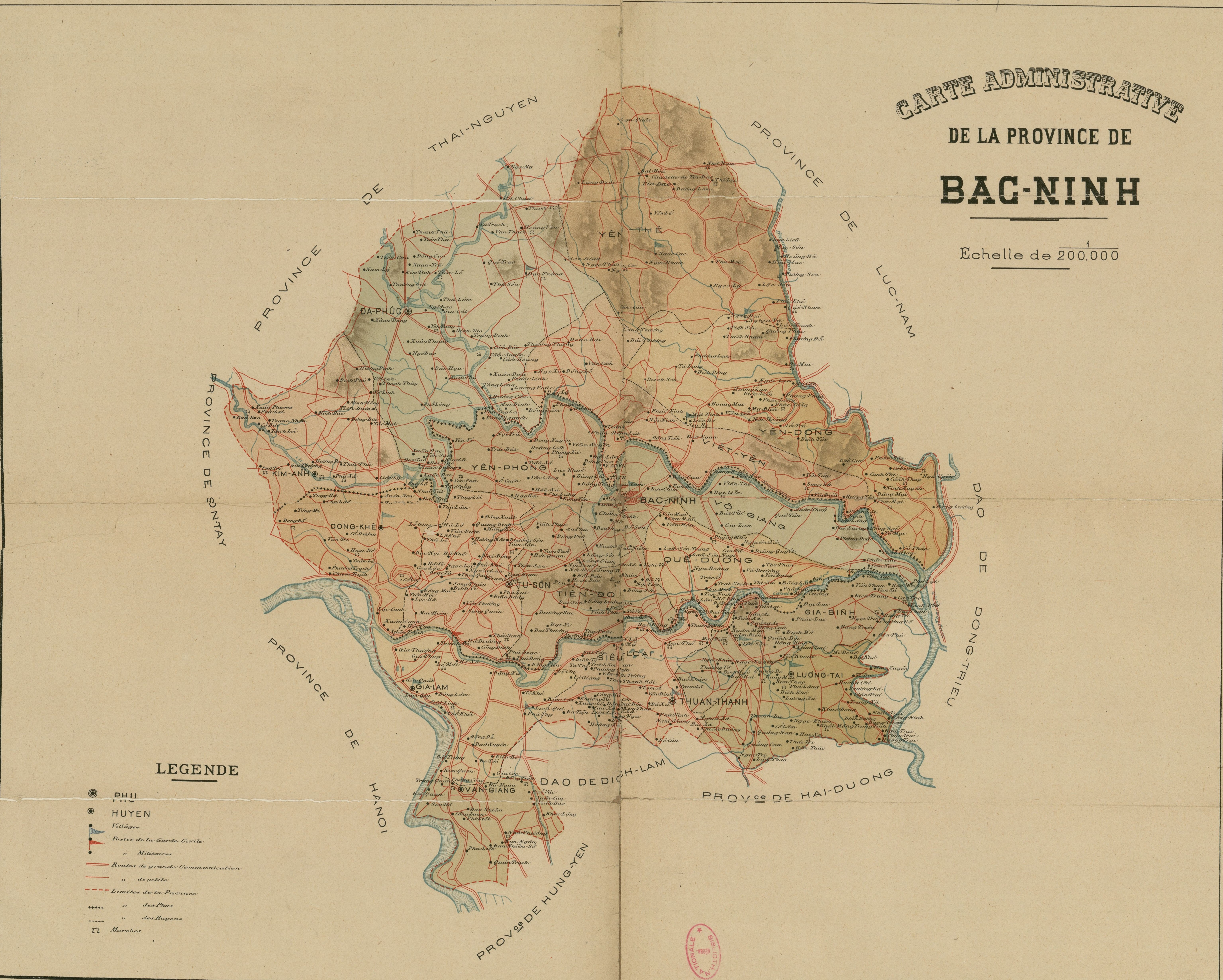
Bản đồ tỉnh Bắc Ninh năm 1891

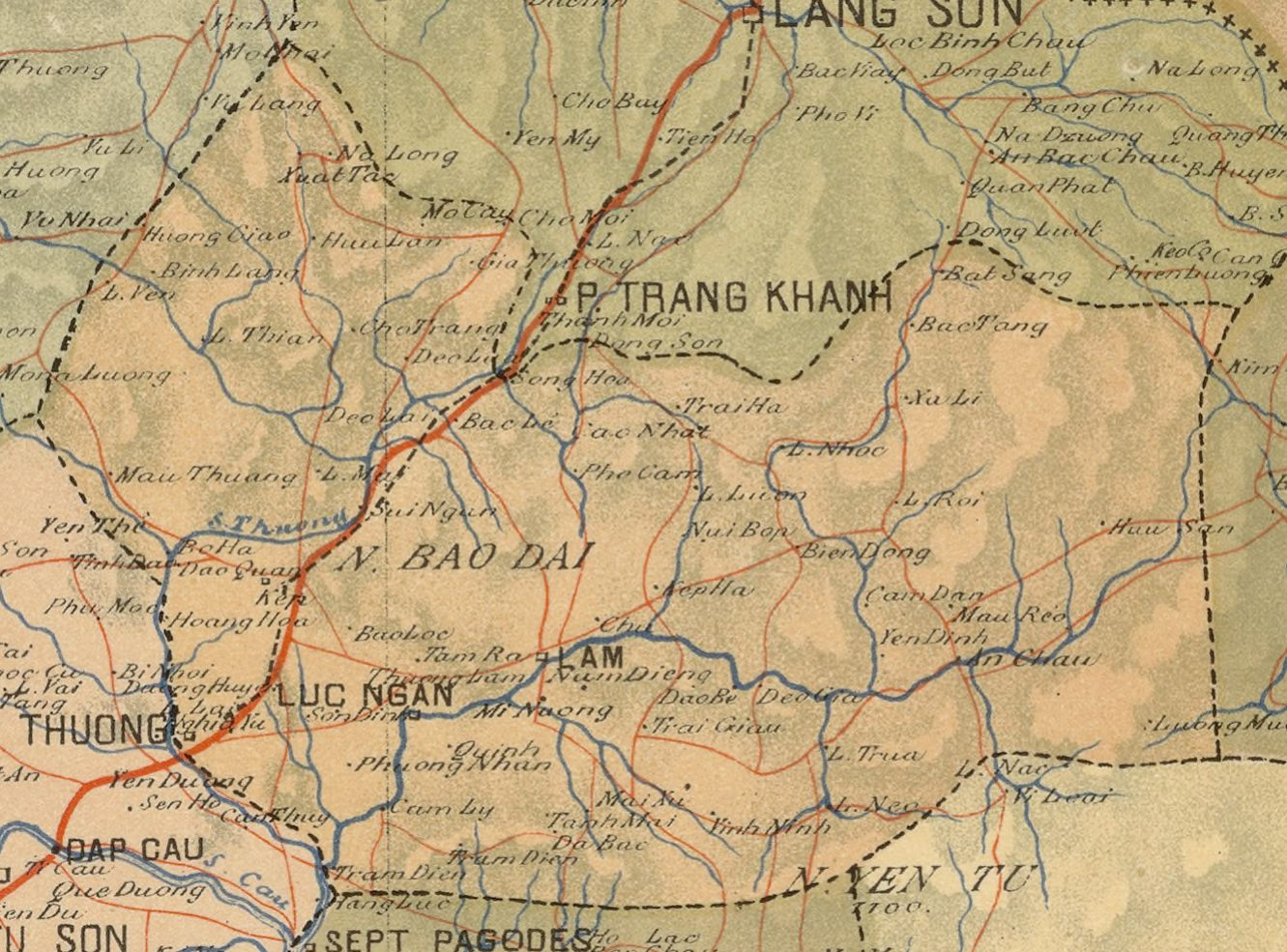
Bản đồ tỉnh Lục Nam năm 1891

Kinh Bắc là một trong bốn Trấn quanh Thăng Long xưa, nằm ở phía bắc kinh thành.

## Lịch sử
Kinh Bắc là vùng đất có lịch sử lâu đời. Thời Hùng Vương, nơi này có Thánh Gióng đánh giặc Ân rồi bay về trời ở núi Vệ Linh . Thời An Dương Vương cho xây thành Cổ Loa, về sau vẫn là trung tâm của Giao Chỉ, cai trị bởi các Tây Vu Vương suốt thời Triệu.
Thời thuộc Hán, nơi này là ba huyện: Tây Vu, Long Uyên và Liên Lâu. Các thời sau tách thành năm huyện chính gồm Phong khê, Vọng Hải, Vũ Ninh, Long Biên và Luy Lâu. Thời Tùy - Đường gộp còn ba huyện Long Biên, Bình Đạo và Tống Bình; sau đổi là Long Châu, Đạo Châu và một phần Tống Châu.
Thời Ngô - Đinh - Tiền Lê, nơi này có hai sứ quân Nguyễn Thủ Tiệp ở Tiên Du và Lý Khuê ở Thuận Thành cát cứ. Khi vua Lý Công Uẩn lên ngôi đã đổi tên quê nhà là Phủ Thiên Đức. Thời Trần gọi là Lộ Bắc Giang. Còn Lê Tắc chép thêm Lộ Như Nguyệt Giang. Sang thời thuộc Minh là hai phủ Bắc Giang và Lạng Giang. Đến thời Hậu Lê chính thức gọi là Trấn Kinh Bắc.
Thời Nguyễn gọi là Tỉnh Bắc Ninh và diễn tra Trận Bắc Ninh năm 1884. Từ đó tỉnh bắt đầu bị chia nhỏ các phần về các tỉnh Bắc Giang, Lạng Sơn, Hưng Yên và Hà Nội. Đây cũng là nơi bắt đầu cuộc Khởi nghĩa Yên Thế do Đề Thám lãnh đạo, kéo dài từ năm 1884 tới năm 1913 mới kết thúc.
Tên Kinh Bắc về hành chính nay chỉ là một phường ở tỉnh Bắc Ninh, nhưng vẫn thường được hiểu là hai tỉnh Bắc Ninh và Bắc Giang.

## Hành chính
Theo Dư địa chí của Nguyễn Trãi sớm nhất năm 1435 thì Kinh Bắc thời Lê có 4 phủ, 21 huyện, 1147 làng xã.
1. Phủ Từ Sơn có 6 huyện, 400 xã: Tiên Du, Đông Ngạn, Vũ Giàng, Quế Dương, Yên Phong, Thanh Thủy.
2. Phủ Thuận An có 5 huyện, 322 xã: Gia Lâm, Văn Giang, Siêu Loại, Gia Định và Lang Tài.
3. Phủ Bắc Hà có 4 huyện, 148 xã: Hiệp Hòa, Yên Việt, Kim Hoa và Tiên Phúc.
4. Phủ Lạng Giang có 6 huyện, 340 xã: Yên Dũng, Phượng Nhãn, Bảo Lộc, Yên Thế, Lục Ngạn, Cổ Lũng.

Theo sách Tên làng xã Việt Nam đầu thế kỷ 19, trị sở ở Đáp Cầu (TP. Bắc Ninh) và có một số thay đổi:
1. Phủ Từ Sơn còn 5 huyện: Tiên Du, Đông Ngàn, Võ Giàng, Quế Dương và Yên Phong.
2. Phủ Thuận An vẫn 5 huyện chỉ đổi tên: Gia Lâm (nay thuộc Hà Nội), Văn Giang (nay thuộc Hưng Yên), Thuận Thành, Gia Bình và Lương Tài.
3. Phủ Bắc Hà có 5 huyện: Hiệp Hòa, Việt Yên (đều thuộc Bắc Giang), Kim Hoa, Tân Phúc (đều thuộc Hà Nội) và Thiên Phúc (nay thuộc Thái nguyên).
4. Phủ Lạng Giang vẫn 6 huyện chỉ đổi tên: Yên Dũng, Phượng Nhãn, Bảo Lộc, Yên Thế, Lục Ngạn (đều thuộc Bắc Giang) và Hữu Lũng (nay thuộc Lạng Sơn).

## Văn hóa
Dân ca quan họ và hội Gióng được UNESCO vinh danh di sản văn hóa phi vật thể; mộc bản chùa Vĩnh Nghiêm là di sản tư liệu thế giới.
Kinh Bắc là nơi tập trung nhiều làng nghề nổi tiếng như: Rượu Làng Vân, tranh Đông Hồ, gốm Bát Tràng, gỗ Đồng Kỵ, nem Bùi, bánh đa nem Thổ Hà, bánh đa Kế, mì Chũ, vải thiều Lục Ngạn...

## Hình ảnh
Từ trái qua: Đền Cổ Loa, Chùa Dâu, Cổng làng Thổ Hà, Tượng Gióng ở núi Sóc, Đền Lý Bát Đế